# Bain parasiticide
Pour les articles homonymes, voir Sheep dip (homonymie).

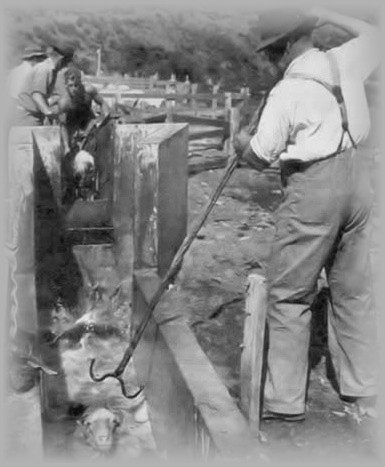
Immersion d’un ovin dans un bassin spécialement conçu pour contenir le bain parasiticide.

Le bain parasiticide ou sheep dip — également connu au XIXe siècle en France sous l'appellation « bain Bigg ou encore bain d’acide arsénieux voire bain arsénical pour la gale du mouton » — est une pratique d'élevage consistant en une immersion, brève mais intégrale, des moutons et ovins dans un excipient liquide à base d’insecticides et de fongicides. Les bergers et agriculteurs recourent à cette technique prophylactique à dessein de protéger leurs cheptels contre les parasitoses d’acariens (Psoroptes ovis), mouches à viande,  tiques et poux.

## Histoire
La première formule est élaborée en 1830 par un certain George Wilson basé à Coldstream en Écosse. Sa composition contient alors de la poudre d’arsenic qui se voit exportée par bateau à vapeur depuis la ville voisine de Berwick-upon-Tweed. L'un des labels les plus en vogue à l’époque — développé en 1852 par le vétérinaire et industriel William Cooper de Berkhamsted au Royaume-Uni — porte le nom de son inventeur :  Coopers Dip.

## Conception

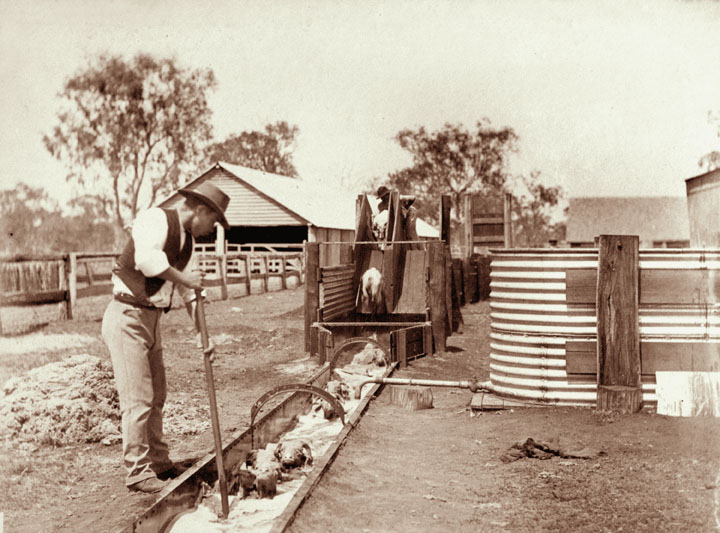
Transit collectif de moutons via un bain parasiticide effectué dans la localité rurale australienne de Yandilla en 1898.

Le produit est disponible sous forme de poudres, pâtes, solutions ou suspensions solubles. Le terme sheep dip s’applique autant au macérat qu’au bain chimique aqueux via lequel chaque ovin transite brièvement.
Il existe deux catégories de formules, respectivement à base de : 
1. composés organophosphorés, dont les apports s’avèrent particulièrement toxiques pour les humains qui pourraient s’y trouver exposés, ne fût-ce qu’à doses minimes, eu égard à leurs pénétrations transcutanées cumulativement délétères[6] ;
2. pyréthroïdes synthétiques[7].